# Verwaltungsgemeinschaft Klostermansfeld
In der Verwaltungsgemeinschaft Klostermansfeld waren im sachsen-anhaltischen Landkreis Mansfelder Land die Gemeinden Annarode, Benndorf, Klostermansfeld und Siebigerode zusammengeschlossen. Verwaltungssitz war Klostermansfeld. Mit der Gemeindegebietsreform 2004/2005 wurde sie am 1. Januar 2005 aufgelöst, indem die Gemeinde Klostermansfeld der Verwaltungsgemeinschaft Gerbstedt und die Gemeinde Benndorf der Verwaltungsgemeinschaft Mansfelder Grund-Helbra zugeordnet wurde. Die Gemeinden Annarode und Siebigerode wurden in die Stadt Mansfeld eingemeindet.